# MT Helmets – MSI
MT Helmets – MSI ist ein spanisches Motorradsport-Team, welches in den Moto2- und Moto3-Kategorie der Motorrad-Weltmeisterschaft sowie in der JuniorGP an den Start geht. Nach einigen Jahren in der spanischen Meisterschaft ging MT, welches als Andenken an den 2018 mit 14 Jahren tödlich verunglückten CEV-Fahrer Andreas Perez im Jahre 2019 entstanden war, 2022 erstmals in der Moto3-Weltmeisterschaft an den Start.
Seit 2024 geht man ebenfalls in der Moto2-Weltmeisterschaft an den Start, nachdem Ende 2023 bekanntgegeben wurde, dass Pons Racing sich aus der mittleren Kategorie zurückziehen wird. Bereits in seiner Debütsaison gewann man souverän die Team-Weltmeisterschaft und stellte nebenbei mit dem Japaner Ai Ogura den späteren Moto2-Weltmeister von 2024.

## Statistik

### Weltmeister
- 2024 –  Ai Ogura, Moto2-Weltmeister auf Kalex

### Team-WM-Ergebnisse
| Saison | Klasse | Hersteller | Chassis | Fahrer            | Nr. | 1        | 2           | 3           | 4         | 5          | 6          | 7                      | 8           | 9           | 10                     | 11          | 12                     | 13         | 14             | 15         | 16         | 17         | 18         | 19         | 20           | 21       | 22       | Punkte | Rang |
| ------ | ------ | ---------- | ------- | ----------------- | --- | -------- | ----------- | ----------- | --------- | ---------- | ---------- | ---------------------- | ----------- | ----------- | ---------------------- | ----------- | ---------------------- | ---------- | -------------- | ---------- | ---------- | ---------- | ---------- | ---------- | ------------ | -------- | -------- | ------ | ---- |
| 2022   | Moto3  | KTM        | RC250GP |                   |     | Katar    | Indonesien  | Argentinien | USA-Texas | Portugal   | Spanien    | Frankreich             | Italien     | Katalonien  | Deutschland            | Niederlande | Vereinigtes Konigreich | Osterreich | San Marino     | Aragonien  | Japan      | Thailand   | Australien | Malaysia   | Valencia     |          |          | 206    | 6.   |
| 2022   | Moto3  | KTM        | RC250GP | Ryusei Yamanaka   | 6   | 9        | 11          | 12          | 17        | 21         | 8          | 8                      | 5           | 21          | DNF                    | 8           | 8                      | 13         | 13             | DNF        | 8          | 10         | DNF        | 8          | 9            |          |          | 206    | 6.   |
| 2022   | Moto3  | KTM        | RC250GP | Diogo Moreira     | 10  | 6        | DNF         | 6           | DNF       | 10         | 10         | 14                     | DNF         | DNS         | 16                     | 16          | 6                      | 6          | 7              | 15         | 6          | 6          | 7          | 5          | 8            |          |          | 206    | 6.   |
| 2022   | Moto3  | KTM        | RC250GP | Alessandro Morosi | 91  |          |             |             |           |            |            |                        |             |             |                        |             |                        |            |                | 26         |            |            |            |            |              |          |          | 206    | 6.   |
| 2023   | Moto3  | KTM        | RC250GP |                   |     | Portugal | Argentinien | USA-Texas   | Spanien   | Frankreich | Italien    | Deutschland            | Niederlande | Kasachstan  | Vereinigtes Konigreich | Osterreich  | Katalonien             | San Marino | Indien         | Japan      | Indonesien | Australien | Thailand   | Malaysia   | Katar        | Valencia |          | 136    | 9.   |
| 2023   | Moto3  | KTM        | RC250GP | Diogo Moreira     | 10  | 3        | 2           | 4           | 10        | DNF        | 7          | 7                      | 12          | C           | 7                      | 8           | 16                     | 12         | 13             | 14         | 1          | DNF        | 13         | DNF        | 26           | DNF      |          | 136    | 9.   |
| 2023   | Moto3  | KTM        | RC250GP | Danial Shahril    | 57  |          |             |             |           |            |            | 26                     |             | C           |                        |             |                        |            |                |            |            |            |            |            |              |          |          | 136    | 9.   |
| 2023   | Moto3  | KTM        | RC250GP | Luca Lunetta      | 58  |          |             |             |           |            | 19         |                        |             | C           |                        |             |                        |            |                |            |            |            |            |            |              |          |          | 136    | 9.   |
| 2023   | Moto3  | KTM        | RC250GP | Syarifuddin Azman | 63  | 22       | 11          | DNF         | 21        | DNF        | DNS        |                        | DNS         | C           | DNF                    | 28          | 24                     | 25         | 21             | 19         | 24         | DNF        | 24         | 20         | 22           | DNS      |          | 136    | 9.   |
| 2024   | Moto3  | KTM        | RC250GP |                   |     | Katar    | Portugal    | USA-Texas   | Spanien   | Frankreich | Katalonien | Italien                | Niederlande | Deutschland | Vereinigtes Konigreich | Osterreich  | Aragonien              | San Marino | Emilia-Romagna | Indonesien | Japan      | Australien | Thailand   | Malaysia   | Black Ribbon |          |          | 355    | 2.   |
| 2024   | Moto3  | KTM        | RC250GP | Ryusei Yamanaka   | 6   | DNF      | DNF         | 4           | 4         | 7          | 11         | 3                      | 10          | 6           | 6                      | 13          | 19                     | 17         | 15             | 17         | 6          | 6          | 11         | 7          | 5            |          |          | 355    | 2.   |
| 2024   | Moto3  | KTM        | RC250GP | Iván Ortolá       | 48  | 9        | 3           | DNF         | 3         | 5          | 2          | 6                      | 1           | 3           | 1                      | 9           | 12                     | 3          | 5              | 9          | 16         | DNF        | 4          | 4          | 9            |          |          | 355    | 2.   |
| 2025   | Moto3  | KTM        | RC250GP |                   |     | Thailand | Argentinien | USA-Texas   | Katar     | Spanien    | Frankreich | Vereinigtes Konigreich | Aragonien   | Italien     | Niederlande            | Deutschland | Tschechien             | Osterreich | Ungarn         | Katalonien | San Marino | Japan      | Indonesien | Australien | Malaysia     | Portugal | Valencia | 121    | 2.   |
| 2025   | Moto3  | KTM        | RC250GP | Ryusei Yamanaka   | 6   | DNF      | 9           | 19          | 3         | 5          | DNF        |                        |             |             |                        |             |                        |            |                |            |            |            |            |            |              |          |          | 121    | 2.   |
| 2025   | Moto3  | KTM        | RC250GP | Ángel Piqueras    | 36  | 12       | 1           | 4           | 1         | 2          | DNF        |                        |             |             |                        |             |                        |            |                |            |            |            |            |            |              |          |          | 121    | 2.   |

| Saison | Klasse | Hersteller | Chassis | Fahrer          | Nr. | 1        | 2           | 3         | 4       | 5          | 6          | 7                      | 8           | 9           | 10                     | 11          | 12         | 13         | 14             | 15         | 16         | 17         | 18         | 19         | 20           | 21       | 22       | Punkte | Rang |
| ------ | ------ | ---------- | ------- | --------------- | --- | -------- | ----------- | --------- | ------- | ---------- | ---------- | ---------------------- | ----------- | ----------- | ---------------------- | ----------- | ---------- | ---------- | -------------- | ---------- | ---------- | ---------- | ---------- | ---------- | ------------ | -------- | -------- | ------ | ---- |
| 2024   | Moto2  | Boscoscuro | B-24    |                 |     | Katar    | Portugal    | USA-Texas | Spanien | Frankreich | Katalonien | Italien                | Niederlande | Deutschland | Vereinigtes Konigreich | Osterreich  | Aragonien  | San Marino | Emilia-Romagna | Indonesien | Japan      | Australien | Thailand   | Malaysia   | Black Ribbon |          |          | 465    | 1.   |
| 2024   | Moto2  | Boscoscuro | B-24    | Sergio García   | 3   | 3        | 6           | 1         | 4       | 1          | 2          | 4                      | 3           | 7           | 4                      | 14          | DNF        | 12         | DNF            | DNF        | 14         | 9          | 12         | 14         | 6            |          |          | 465    | 1.   |
| 2024   | Moto2  | Boscoscuro | B-24    | Ai Ogura        | 79  | 4        | 5           | 7         | 6       | 2          | 1          | 5                      | 1           | 3           | 14                     | DNS         | 8          | 1          | 4              | 2          | 2          | 4          | 2          | DNF        | 4            |          |          | 465    | 1.   |
| 2025   | Moto2  | Boscoscuro | B-25    |                 |     | Thailand | Argentinien | USA-Texas | Katar   | Spanien    | Frankreich | Vereinigtes Konigreich | Aragonien   | Italien     | Niederlande            | Deutschland | Tschechien | Osterreich | Ungarn         | Katalonien | San Marino | Japan      | Indonesien | Australien | Malaysia     | Portugal | Valencia | 24     | 11.  |
| 2025   | Moto2  | Boscoscuro | B-25    | Sergio García   | 3   | INJ      | INJ         | INJ       | 19      | 22         | 13         |                        |             |             |                        |             |            |            |                |            |            |            |            |            |              |          |          | 24     | 11.  |
| 2025   | Moto2  | Boscoscuro | B-25    | Iván Ortolá     | 4   | 22       | 19          | 6         | 18      | 18         | 9          |                        |             |             |                        |             |            |            |                |            |            |            |            |            |              |          |          | 24     | 11.  |
| 2025   | Moto2  | Boscoscuro | B-25    | Óscar Gutiérrez | 66  | 25       | 22          | 12        |         |            |            |                        |             |             |                        |             |            |            |                |            |            |            |            |            |              |          |          | 24     | 11.  |

### Grand-Prix-Siege
| Saison | Klasse | Rennen                                                 |
| ------ | ------ | ------------------------------------------------------ |
| 2023   | Moto3  | Indonesien                                             |
| 2024   | Moto2  | USA-Texas Frankreich Katalonien Niederlande San Marino |
| 2024   | Moto3  | Niederlande Vereinigtes Konigreich                     |
| 2025   | Moto3  | Argentinien Katar                                      |